# Petit louis
Il petit louis è una moneta francese d'argento da 1/12 (Douzieme d'écu) di luigi, pari a 5 sol tornesi.
In Francia era anche chiamata louis aux cinq sous (luigi da cinque soldi).
Il petit Louis pesava circa 2,5 grammi con un titolo che di circa 967/000 ("11 denari di fino per oncia"), il diametro era di circa 20 mm, intermedio tra i moderni 5 e 20 cent di euro. Fu coniato per la prima volta con la tecnica della pressa a vite in Francia nel 1641 da Luigi XIII, nel quadro della sua riforma monetaria, assieme agli altri luigi.
In Italia era chiamato luigino e con questo nome fu imitato da molte zecche per essere inviato nei paesi del Medio Oriente dove veniva utilizzato come ornamento.
Nell'impero ottomano la moneta prese il nome di timmin o temmin, dall'arabo thumn (un ottavo) perché il valore nominale era di 1/8 di altun, una moneta turca.
Questo commercio, diffuso dalla metà del XVII secolo, diede luogo dapprima ad una speculazione ed in seguito ad una vera e propria truffa.

## Storia
In Francia il luigino fu coniato, assieme alle prime coniazioni del luigi a partire dal 1641, nell'ambito della riforma monetaria voluta da Luigi XIII.
La novità più importante è l'uso del torchio della monetazione meccanica tramite torchio, in sostituzione della vecchia monetazione al martello.

### Luigi XIII
La moneta di Luigi XIII aveva al dritto il busto del re ed al rovescio lo stemma coronato con i gigli di Francia.
Nel regno di Francia inizialmente fu coniato solo alla zecca di Parigi (segno di zecca A), mentre nel 1643 fu coniato anche in quella di Lione (segno di zecca A).
Luigi coniava anche monete nei suoi possedimenti oltre i Pirenei, in Catalogna. Furono coniate monete con il valore di 5 soldi in varie zecche ma le caratteristiche e il titolo sono molto diversi da quelle francesi.
Una sola moneta ha caratteristiche simili, quella (Cammarano F6) coniata, come prova nella zecca di Parigi; aveva al dritto uguale ai 5 soldi francesi e al rovescio la legenda CATALONIAE PRINCEPS circondava lo scudo con le armi di Francia e Navarra in capo e quello di Catalogna in punta.

### Luigi XIV
Luigi XIII morì poco dopo e la moneta fu coniata con gli stessi tipi sotto Luigi XIV, che gli successe al trono, all'età di cinque anni. Le prime monete recano il ritratto infantile del re.
Nel 1658 segue il nuovo ritratto, inciso da Jean Warin, con la "testa giovanile con i capelli lunghi e quello, sempre di Warin, con i capelli corti.
Dal 1679 iniziano i ritratti adulti.
Luigi coniò anche monete per la Navarra, con le armi di Francia e di Navarra affiancate, per il Béarn e per il Delfinato.
Le zecche coinvolte furono, nei più di settanta anni di regno, tutte quelle attive in Francia.

### Luigi XV
Il petit louis fu coniato anche sotto Luigi XV, con lo stemma di Navarra, per un valore di 10 soldi tornesi dal 1719 al 1720. Aveva al dritto il ritratto infantile inciso da Norbert Roëttiers.
Lo stesso re coniò i petit louis dal 1720 al 1723, con il corso legale di 15 sol. Al dritto aveva lo stesso ritratto delle monete coniate l'anno prima per la Navarra.